# Ентимема
Ентимема (От латински: enthymema, гръцки: ένϑύμημα) е силогизъм, в който едното съждение е недоизказано. На старогръцки думата е имала значение – „това, което се намира в ума“. Популярната етимология е: „нещо-в-ума“ (en + thymos).
В традиционната формална логика ентимемата е такова дедуктивно умозаключение, в което не е изразена в явна форма някаква част: или една от предпоставките, или заключението.
Например в съкратения силогизъм: „Мъдрият е справедлив, следователно и Сократ е справедлив“, се добавя наум от слушателя малката предпоставка: „Сократ е мъдър“.
В реториката образното представяне на логическата конструкция при ентимемата подбужда слушателя или читателя към самостоятелно мислене.